# Koitere Lacus
Koitere Lacus est un lac de Titan, satellite naturel de Saturne.

## Caractéristiques
Koitere Lacus est situé près du pôle Nord de Titan, centré sur 79,4° de latitude nord et 36,14° de longitude ouest, et mesure 68 km dans sa plus grande longueur. Découvert sur des images prises par la sonde Cassini en 2007, Koitere Lacus fait partie des nombreux lacs qui parsèment la région septentrionale de Titan.

## Observation
Koitere Lacus a été découvert par les images transmises par la sonde Cassini en 2007. Il a reçu le nom du Koitere, un lac de Finlande.